# Pachyurus gabrielensis
Pachyurus gabrielensis es una especie de pez de la familia Sciaenidae en el orden de los Perciformes.

## Morfología
Los machos pueden llegar alcanzar los 14,6 cm de longitud total.

## Hábitat
Es un pez de agua dulce, de clima tropical pelágico.

## Distribución geográfica
Se encuentra en Sudamérica: cuencas de los ríos Amazonas y Orinoco.

## Observaciones
Es inofensivo para los humanos.